# Antarctic Conquest
Antarctic Conquest: the Story of the Ronne Expedition 1946-1948 es un libro de ciencia escrito en 1949 por el explorador antártico de origen noruego-estadounidense Finn Ronne y el escritor de ciencia ficción L. Sprague de Camp, publicado en tapa dura por G. P. Putnam's Sons. El papel de  L. Sprague de Camp no está acreditado. El título del trabajo original de Ronne supuestamente fue "Conquering the Antarctic".